# Brisbane Darts Masters 2019
De Brisbane Darts Masters 2019 was de tweede, en tevens laatste editie van de Brisbane Darts Masters. Het toernooi was onderdeel van de World Series of Darts. Het toernooi werd gehouden van 9 tot 10 augustus 2019 in de BCEC Arena, Brisbane. Rob Cross was de titelverdediger, maar verloor in de finale verrassend met 8-7 van de Australische qualifier Damon Heta. Heta was daarmee de tweede regionale qualifier die een World Series of Darts toernooi wist te winnen.

## Deelnemers
Net als in elk World Series toernooi speelden ook hier 8 PDC Spelers tegen 8 darters uit het land/gebied waar het toernooi ook gehouden wordt. De deelnemers waren:
- Peter Wright
- Rob Cross
- Daryl Gurney
- James Wade
- Michael van Gerwen
- Gary Anderson
- Simon Whitlock
- Raymond van Barneveld
- Kyle Anderson
- Corey Cadby
- Damon Heta
- James Bailey
- Haupai Puha
- Koha Kokiri
- Brandon McCausland
- Ben Robb